# أوسونس
أوسونس هي بلدية فرنسية تقع في إقليم الأردين في منطقة غراند إيست.   